# Mariz (Guitiriz)
Mariz (llamada oficialmente Santa Eulalia de Mariz) es una parroquia y una aldea española del municipio de Guitiriz, en la provincia de Lugo, Galicia.

## Organización territorial
La parroquia está formada por quince entidades de población:
- Abelleira (A Abelleira)
- Campizo (O Campizo)
- Cando (O Cando)
- Coutadas (As Coutadas)
- Cuíña (A Cuíña)
- Fracela (A Fracela)
- Hombral (O Ombral)
- Mariz
- Mezonzo
- Portaescoira
- Portorecimil (Porto Recimil)
- Pradieiro
- Viladónega (A Viladónega)
- Vilasusá
- Xestelas

## Demografía

### Parroquia
| Gráfica de evolución demográfica de Mariz (parroquia) entre 2000 y 2020 |
|                                                                         |
| Datos según el nomenclátor publicado por el INE.                        |

### Aldea
| Gráfica de evolución demográfica de Mariz (aldea) entre 2000 y 2020 |
|                                                                     |
| Datos según el nomenclátor publicado por el INE.                    |